# Every Little Thing She Does Is Magic
«Every Little Thing She Does Is Magic» es una canción del grupo británico de pop-rock The Police, de su cuarto álbum de estudio Ghost in the Machine. El sencillo alcanzó el puesto número uno en las listas en el Reino Unido en noviembre de 1981 y el tres en el Billboard Hot 100 de Estados Unidos ese mismo año.
Esta letra posteriormente fue reutilizada en la canción de Sting "Seven Days", en su álbum Ten Summoner's Tales.
La canción aparece en el videojuego Karaoke Revolution Party, en el episodio "Phyllis' Wedding" de la tercera temporada de The Office, y en la película de 2005 Bewitched.
La canción es referenciada en el videojuego Warcraft II, en el truco "Every little thing she does", que le da al jugador toda la magia relacionada con las actualizaciones.

## Músicos
- Sting - voz principal y coros, bajo.
- Andy Summers - guitarra eléctrica y coros
- Stewart Copeland - batería
- Jean Roussel - sintetizadores y piano

## Posición en las listas musicales
| Lista (1981)              | Mejor posición |
| ------------------------- | -------------- |
| Australia                 | 2              |
| España                    | 7              |
| Holanda                   | 2              |
| Nueva Zelanda             | 4              |
| Reino Unido               | 1              |
| U.S. Billboard Hot 100    | 3              |
| U.S. Billboard Top Tracks | 1              |